# Alexander Ossipowitsch Armfeld

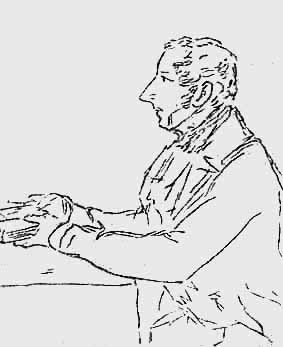
Alexander O. Armfeld

Alexander Ossipowitsch Armfeld (russisch Александр Осипович Армфельд; * 18. Februarjul. / 2. März 1806greg. in Moskau; † 12. Märzjul. / 24. März 1868greg. ebenda) war ein russischer Mediziner und Professor an der Universität Moskau.

## Leben
Armfeld entstammte einer deutschen Familie, die Ende des 18. Jahrhunderts nach Russland kam. Er besuchte ein Gymnasium in Dorpat und studierte ab 1821 Medizin an der Kaiserlichen Universität Dorpat. 1823 wechselte er an die Moskauer Universität, wo er 1826 sein Studium abschloss. Anschließend arbeitete er in verschiedenen Kliniken und beteiligte sich 1830 an der Bekämpfung der Choleraepidemie in Moskau. 1833 wurde er mit einer Arbeit über Herzvergrößerungen promoviert. Von 1834 bis 1837 bildete er sich an Universitäten in Deutschland weiter.
Nach seiner Rückkehr wurde er vom Kurator des Moskauer Bildungsbezirks Sergei Stroganow eingeladen, vor dem Rat der Moskauer Universität eine Probevorlesung über Gerichtsmedizin zu halten. Nach der erfolgreichen Vorlesung wurde er zum ordentlichen Professor für Rechtsmedizin berufen. Er hielt Vorlesungen zu verschiedenen medizinischen Gebieten.
Neben seiner Lehrtätigkeit an der Moskauer Universität war er ab 1838 Inspektor für den Unterricht für Waisenkinder in einer Erziehungsanstalt. Diese Tätigkeit übte er auch nach seiner Emeritierung im Jahr 1859 aus.
Armfeld starb am 24. März 1868 und wurde auf dem Wagankowoer Friedhof beigesetzt.